# Kemény Endre (zeneművész)
Kemény Endre (Budapest, 1925. április 4. – Budapest, 2014. szeptember 20.)  karmester, hegedűművész, zeneakadémiai tanár.

## Élete és munkássága
A Nemzeti Zenedében 1930-tól Kladivkó Miklós (hegedű) és Lajtha László (kamarazene, zeneszerzés) tanítványa volt. (Lajtha élete végéig meghatározó hatással volt Kemény Endrére.) A középiskolát a Trefort és a Tavaszmező utcai gimnáziumban végezte. A Zeneakadémiára kerülve Waldbauer Imre lett a hegedű-, Weiner Leó a kamarazene-tanára. A karmesterképzőt Somogyi Lászlónál végezte. 
1946-ban lett a Székesfővárosi Zenekar tagja. Három évvel később mutatkozott be dirigensként az együttesnél. Később rendszeresen vezényelte a Rádiózenekart és a MÁV Szimfonikusokat is.
1956 után megalapította a Bartók Béla Kamarazenekart, amely olyan szólistákkal működött együtt, mint Ungár Imre, Kovács Dénes, Perényi Miklós és Onczay Csaba. Ezzel párhuzamosan egy rövid életű Lajtha Zenekart is alapított.
Az 1970-es évek elején átvette a Kecskeméti Városi Szimfonikus Zenekar vezetését és az addig félhivatásos együttest sikeres koncertzenekarrá fejlesztette. 16 évig dolgozott ezzel a zenekarral, és olyan szólisták léptek fel vele, mint Fischer Annie, Kocsis Zoltán, Pauk György, Frankl Péter, Rados Ferenc.
Kortárs alkotásokat is szívesen mutatott be, így például Lendvay Kamilló Travestia című művét. Sokat tett Kósa György életművének megismertetéséért. A Bartók Béla Zeneművészeti Szakközépiskola növendékzenekarát is nemzetközi sikerekhez juttatta. 1952-től több nemzedék később nevessé vált művészeinek tanított kamarazenét.

## Elismerései
- Smetana-emlékérem (1973)
- SZOT-díj (1974)
- Megyei Művészeti Díj (1977)
- Szocialista Kultúráért (kétszer)
- A Magyar Köztársasági Ezüst Érdemkereszt